# ساتهوروکوندان
ساتهوروکوندان (به لاتین: Sathurukondan) یک منطقهٔ مسکونی در سری‌لانکا است که در استان شرقی (سری‌لانکا) واقع شده‌است.